# 小行星4388
小行星4388（英語：4388 Jurgenstock）是一颗围绕太阳公转的小行星。1964年11月3日，印第安纳大学在摩根县发现了此天体。
这颗小行星的绝对星等为194.8249505079517等。